# SN 2009gy
SN 2009gy – supernowa typu Ia odkryta 23 maja 2009 roku w galaktyce A221151-1220. W momencie odkrycia miała maksymalną jasność 19,20m.